# Литвак Кім Львович
Кім Львович Литвак (24 лютого 1930, Тульчин — 14 червня 2003, Вашингтон) — український скульптор; член Спілки радянських художників України з 1964 року.

## Біографія
Народився 24 лютого 1930 року в місті Тульчин (Вінницька область, Україна). 1959 року закінчив Одеське художнє училище (викладачі Микола Павлюк, Олександр Ацманчук, Мирон Кіпніс, Аркадій Русін, Федір Чувакін). Член КПРС.
У 1960–1965 роках працював викладачем дитячої художньої школи в Одесі; у 1972–1985 роках — викладач театрально-художнього технічного училища. Працював у скульптурному цеху відділення Художнього фонду. Від 1960 року брав участь у всеукраїнських, всесоюзних мистецьких виставках.
Жив і Одесі в будинку на вулиці Червоної Гвардії, 2, квартира 9. 1994 року виїхав до США. Помер 14 червня 2003 року у Вашингтоні.

## Творчість
| Героям Татарбунарського повстання |
| «Народні месники»                 |

Працював в галузі станкової скульптури. Твори:
скульптурні композиції
- «Останнє побачення» (1961);
- «Тривожна молодість» (1961);
- «Пустунка» (1963);
- «Біля фонтана» (1963, у співавторстві з Федором Кіріазі);
- «Брати» (1964);
- «У лісі прифронтовому» (1965);
- «Боєць» (1965);
- «Щит Батьківщини» (1967);
- «Партизанське весілля» (1969);
- «Народні месники» (1970, село Нерубайське, Одеська область).

монументи
- «Люди-каміння» (1970);
- «Гімн СРСР» (1972, парк Перемоги, Одеса);
- «Перемога» (технікум вимірювань, 1975, Одеса);
- Героям Татарбунарського повстання (1974, у співавтостві; місто Татарбунари).

У 1950-х роках знімався на Одеській кіностудії художніх фільмів («Два Федора», 1959, режисер Марлен Хуцієв).